# 萨加·万尼宁
萨加·万尼宁（芬蘭語：Saga Vanninen，2003年5月4日—），芬兰女子田径运动员，2021年世界U20田径锦标赛女子七项全能金牌得主、2022年世界U20田径锦标赛女子七项全能金牌得主、2024年世界室内田径锦标赛女子五项全能银牌得主。